# Maotian (sockenhuvudort i Kina, Hubei Sheng, lat 30,80, long 109,88)
Maotian (kinesiska: 茅田, 茅田乡) är en sockenhuvudort i Kina. Den ligger i provinsen Hubei, i den centrala delen av landet, omkring 420 kilometer väster om provinshuvudstaden Wuhan. Antalet invånare är 18 248. Befolkningen består av 8 833 kvinnor och 9 415 män. Barn under 15 år utgör 16,0 %, vuxna 15-64 år 69 %, och äldre över 65 år 13,0 %.
Runt Maotian är det ganska tätbefolkat, med 192 invånare per kvadratkilometer. Närmaste större samhälle är Changliang, 15,2 km sydväst om Maotian. I omgivningarna runt Maotian växer i huvudsak blandskog.
Genomsnittlig årsnederbörd är 1 619 millimeter. Den regnigaste månaden är september, med i genomsnitt 301 mm nederbörd, och den torraste är december, med 18 mm nederbörd.